# Plan B (groupe)
Pour le chanteur et acteur britannique, voir Plan B (musicien).
Plan B est un duo portoricain de reggaeton formé par Orlando Javier Valle Vega aka Chencho, et Edwin Vázquez Vega aka Maldy. Leur groupe a été créé en 2002 mais depuis fin 2013, ils mènent une très brillante carrière musicale notamment avec leurs plus gros derniers hits : candy, mi vecinita, fanática sensual. Ils sont aussi connus sous le nom d'El Duo Del Sex. Ils font aussi d'autres musiques avec des artistes latinos populaires tels que ;        Ozuna et Wisin

## Discographie
- Candy
- Mi vecinita
- Zapatito Roto ft. Tego Calderón
- Satiro ft. Amaro
- Coquetea
- Fronteo
- Love and Sex
- Pa'l piso ft. Yandel
- Fanatica Sensual
- Dame una Noche ft. Zion y Lennox
- Soy y Sere
- Choca
- Donde los Consigo ? ft. Yailemm y Clandestino
- No Quiero Que Te Vayas
- Juegas Con Mi Mente ft. Juan Alvarez
- El Matadero ft. Alexis y Fido